# Televisión Nacional de Chile Red Biobío
Televisión Nacional de Chile Red Bío Bío (o simplemente TVN Red Bío Bío) es una de las filiales regionales del canal estatal Televisión Nacional de Chile, que transmite exclusivamente para las regiones del Bío Bío y Ñuble. Su sede hasta 2011 estaba en el Barrio Universitario de Concepción, capital de la región, y actualmente sus dependencias están en Vasco Núñez de Balboa 6950, en la comuna de Talcahuano. 
Esta señal transmite los mismos contenidos que la señal nacional y solo durante los informativos u otros programas propios de la señal se emiten localmente.

## Historia
La instalación de la filial regional es producto del proyecto de regionalización que inició Televisión Nacional de Chile en 1969 con la creación de la Red Austral, con sede en Punta Arenas. En julio de 1986 la filial local de TVN en Concepción inició las emisiones de Panorama Regional, informativo local de 15 minutos emitido al final de la edición nacional de 60 Minutos. Al mes siguiente se realizaron nuevas emisiones locales de TVN en Concepción, como por ejemplo un bloque de dibujos animados en las mañanas durante las vacaciones de invierno, y la proyección de documentales realizados por el equipo de Televisión Educativa de la Universidad de Concepción durante los días sábados en las mañanas en agosto.
El 15 de junio de 1990 fue anunciada, mediante un acto en la Sala Gatsby, la puesta en marcha de un renovado informativo regional en TVN y que contaría con equipos audiovisuales traspasados desde la Intendencia Regional del Biobío. La primera transmisión de TVN Red Bío Bío ocurrió el 17 de junio de 1990, con la emisión del informativo Noticias a las 18:50.
A mediados y fines de los años 2000 TVN Red Bío Bío realizó la renovación completa de sus equipos, digitalizando todos ellos. Asimismo, en septiembre de 2007, Televisión Nacional de Chile anunció un concurso público para diseñar los nuevos edificios corporativos de las sedes regionales del canal.

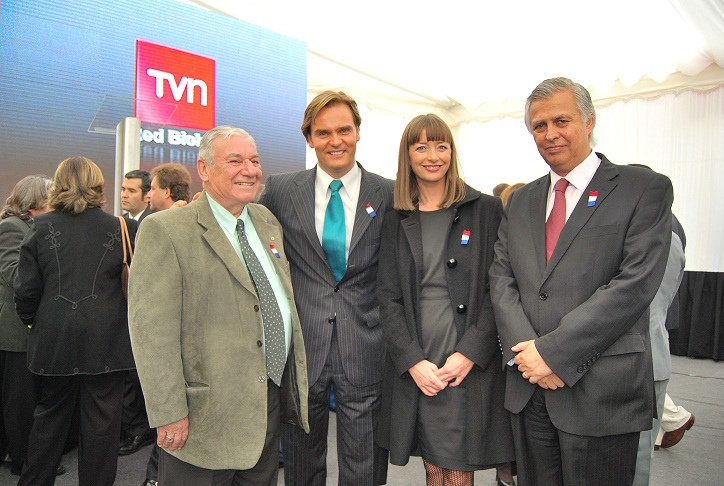
El alcalde de Talcahuano, Gastón Saavedra, junto a Amaro Gómez-Pablos y Consuelo Saavedra en la inauguración del nuevo edificio de TVN Red Biobío.

El 2 de octubre de 2009 se colocó la primera piedra del nuevo edificio corporativo de TVN Red Bío Bío, que está ubicado en un terreno de 2.500 metros cuadrados en el sector Brisas del Sol, en la comuna de Talcahuano. La construcción alberga las oficinas y estudios de la filial local de TVN. Las nuevas dependencias de TVN Red Bío Bío fueron inauguradas el 5 de mayo de 2011.
En diciembre de 2020, comenzó sus transmisiones en HD en el canal 4.1 de la TDT para el conurbano del Gran Concepción, de la cual se realizó en modo experimental desde el Terremoto de Chile de 2010 y desde el 25 de enero de 2021, su noticiero regional comenzó a emitirse en alta definición.

## Programas
- 24 Horas al día: Red Bío Bío (informativo): Lunes a viernes de 14:30 a 14:50 (hasta enero de 2016).
- 24 Horas central: Red Bío Bío (informativo): Lunes a viernes de 22:05 a 22:26.
- Bitácora (reportajes)
- Travesía (documentales) (2001)
- La entrevista del sábado, Red Bío Bío (entrevistas)